# 垂水市立牛根中学校
垂水市立牛根中学校（たるみずしりつ うしねちゅうがっこう）は、鹿児島県垂水市二川（牛根地区）にあった公立中学校である。
2006年（平成18年）5月1日現在の生徒は合計35名であり、各学年1学級の小規模校であった。

## 沿革
- 1947年（昭和22年）5月3日 - 牛根村立牛根中学校として開校。
- 1955年（昭和30年）1月10日 - 垂水町合併に伴い垂水町立牛根中学校と改名。
- 1958年（昭和33年）10月1日 - 垂水市が市制施行に伴い垂水市立牛根中学校となる。
- 1998年（平成10年）9月 - 男子生徒に丸刈り頭髪を強制させていた校則が廃止された。
- 2010年（平成22年）
  - 3月21日 - 閉校式を挙行。
  - 4月1日 - 垂水市立垂水中央中学校に統合され閉校。

## 学区
- 垂水市立境小学校
- 垂水市立牛根小学校
- 垂水市立松ヶ崎小学校

垂水市は、鹿児島県の高等学校全日制普通科の通学区域では肝属学区になるが、牛根中に限っては姶良東学区の国分高校・福山高校を学区内受験できた。統合後の垂水中央中学校においても、旧牛根中学校区に居住する生徒に限っては大隅学区（肝属学区と曽於学区との合区）と姶良・伊佐学区（姶良東学区と伊佐・姶良学区との合区）の双方が通学区域とされている。